# Hellzapoppin'
Hellzapoppin' (in italiano noto anche come Il cabaret dell'Inferno) fu un musical di Broadway di grande successo.
Andato in scena per la prima volta il 22 settembre 1938 al Majestic Theatre di New York, restò in cartellone fino al 17 dicembre 1941, per un numero complessivo di 1404 volte, record per l'epoca.
La sceneggiatura venne scritta da John "Ole" Olsen e Harold "Chic" Johnson, le musiche e i testi delle canzoni da Sammy Fain e Charles Tobias.
Lo spettacolo era ricco di colpi di scena, scene comiche e di teatro dell'assurdo e interventi del pubblico.
La parola 'Hellzapoppin' è un misto di significati tra i quali Hell (inferno); zap (esplosione) e pop (o 'popular', ovvero la cultura della società di massa), oltre che di poppin' (che spunta/salta fuori).

## Il cast della prima
- Chic Johnson
- John "Ole" Olsen
- Billy Adams
- Aloha Maids
- Barto & Mann
- Berg and Moore
- The Charioteers
- Bettymae Crane
- Beverly Crane
- Syd Dean
- Ray Kinney
- Walter Nilsson
- J. C. Olsen
- The Radio Rogues
- Bonnie Reed
- Mel Reed
- Roberta and Ray
- Hal Sherman
- The Starlings
- Dorothy Thomas
- Shirley Wayne
- Whitey's Steppers
- June Winters

## Il film
(dai titoli di testa del film "Hellzapoppin'")
Hellzapoppin' entrò nell'immaginario collettivo internazionale grazie al film omonimo del 1941. Diretto da H.C. Potter e con attori gli stessi Ole Olsen e Chic Johnson, ma anche Martha Raye e Shemp Howard, il lungometraggio è divenuto una pietra miliare della filmografia comica (ad esso si ispirò spesso, per esempio, il gruppo comico inglese dei Monty Python).